# Alvin Harrison
Alvin Harrison (Estados Unidos, 20 de enero de 1974) es un atleta estadounidense retirado, especializado en la prueba de 400 m en la que llegó a ser subcampeón olímpico en 2000.

## Carrera deportiva
En los JJ. OO. de Sídney 2000 ganó la medalla de plata en los 400 metros, con un tiempo de 44.40 segundos, llegando a meta tras su compatriota Michael Johnson y por delante del jamaicano Greg Haughton.